# Jules-Félix Coutan

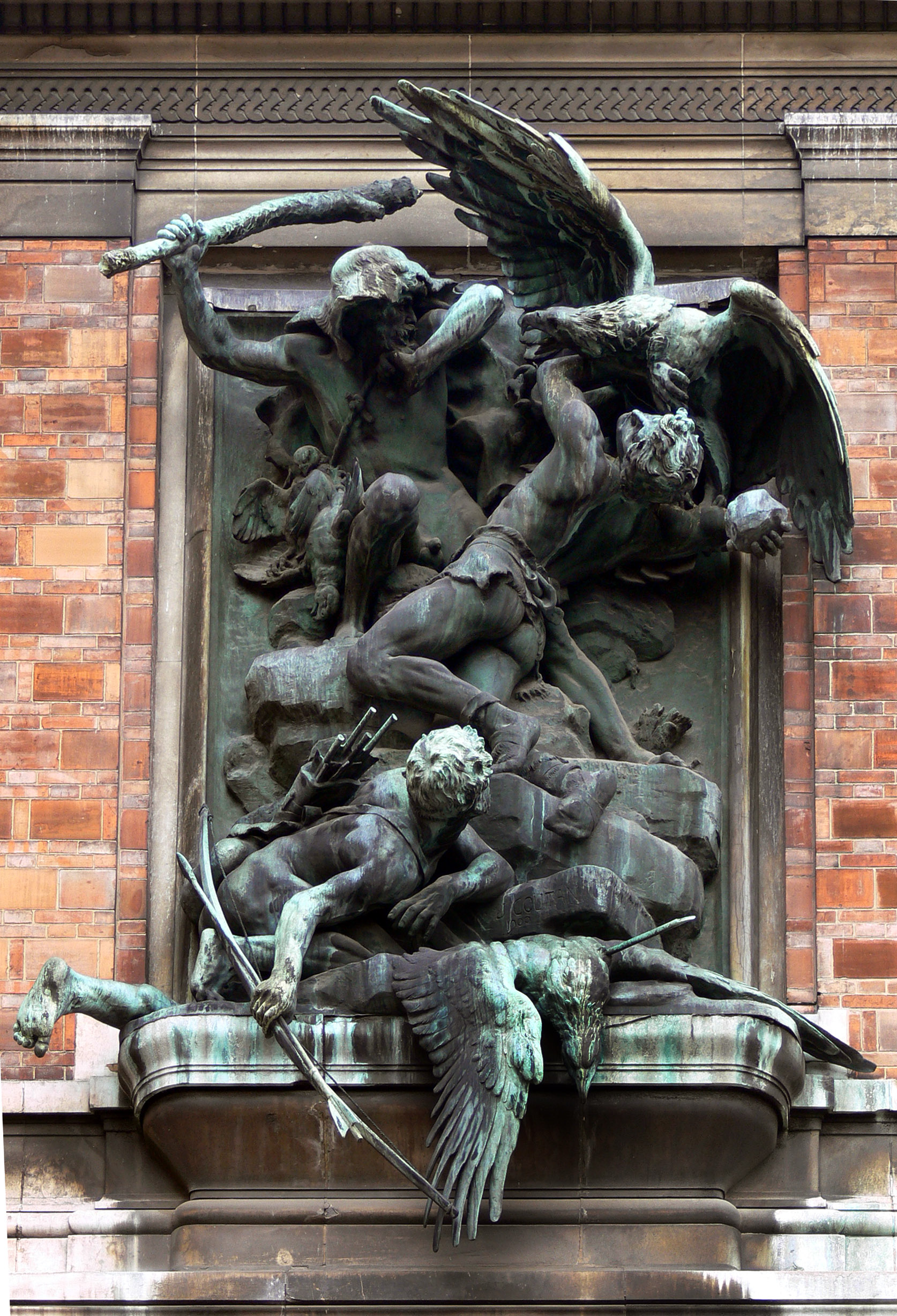
Los cazadores de águilas, encargo del estado bajo el título genérico Las razas humanas para una de las fachadas (rue Buffon) del Museo Nacional de Historia Natural de Francia

Jules Félix Coutan (París, 22 de septiembre de 1848-ibídem, 23 de febrero de 1939) fue un escultor francés.  

## Biografía
Estudió en la Escuela de Bellas Artes de París, donde fue alumno de Jules Cavelier y en la que posteriormente sería profesor. 
Siendo todavía estudiante, obtuvo el Premio de Roma en 1872 por Ajax provoca a los dioses y es fulminado lo que le valió una beca en la Villa Médicis, donde fue pensionado de 1873 a 1876. 
Fue elegido miembro de la Academia de Bellas Artes (Francia) en 1900; entre sus alumnos se encuentran Rogelio Yrurtia, Zaco Paraná, Hippolyte Lefèbvre, Jean-Dominique Aubine y Louis Leygue .
Su fama le valió obtener encargos no solo en Francia, sino también en otros países. Fue así como para la escultura que encabeza la puerta principal de la estación Grand Central Terminal de Nueva York, Coutan fue contratado con la premisa de entregar un modelo en escayola a escala un cuarto del definitivo de las tres figuras alegóricas del grupo Transportation, que realizó entre 1911 y 1914. Nunca visitó los Estados Unidos y el grupo que corona la entrada a la estación fue construido en piezas por Donnelly & Ricci y William Bradley & Sons que después fueron ensambladas en lo alto del edificio.
También hay esculturas diseñadas por Coutan en repúblicas de Hispanoamérica, como Argentina y Chile. En la primera, a él se le deben una serie de monumentos de personajes célebres en el cementerio de La Recoleta (al presidente Nicolás Avellaneda, entre otros) y la estatua de Carlos Pellegrini en la plaza del mismo nombre en Buenos Aires. Coutan participó, en la primera década del siglo XX, en el concurso para el monumento con estatua ecuestre del general Bartolomé Mitre y quedó finalista junto con el español Agustín Querol y los italianos Davide Calandra y Edoardo Rubina, quienes fueron finalmente los vencedores. En Santiago se alza el monumento a Benjamín Vicuña Mackenna, historiador y político que fue alcalde de la capital chilena.

## Obras
- Ajax provoca a los dioses y es fulminado  (1872) escayola,[3] Escuela de Bellas Artes, París.
- La Porteuse de pain (1882). Coutan presentó un modelo en escayola de la figura de la portadora de pan en el Salón de 1883,[4] que fue adquirida por el estado. Ese mismo año se realizó una copia en bronce instalada en la plaza Saint-Jacques de París, que fue destruida en 1942. El modelo en escayola se conserva en el museo del Petit Palais.
- Fuente del progreso (1899), en el Campo de Marte para la exposición universal de París de 1889
- Busto de Jean-Charles Alphand (1891) en la tumba de este ingeniero[5] en el cementerio del Père Lachaise, división 66, sección 66.
- Los cazadores de águilas, 1893-1900, alto relieve en escayola,[6] Museo de Orsay, París.[7] El bronce ejecutado en 1900-1901 se encuentra en el Museo Nacional de Historia Natural, galería de antropología (fachada a la calle), encargada por el Estado en 1893 bajo el título de Las razas humanas. El yeso permaneció en depósito de la Escuela Nacional Superior de Artes e Industrias Textiles de Roubaix entre 1903 y 1986.
- Monumento conmemorativo a los soldados de Vienne fallecidos durante la guerra de 1870, o Memorial de la Guerra Franco-Prusiana, Poitiers, jardín público de la calle Magenta. (1895) La maqueta en escayola[8] se encuentra en el Museo Sainte-Croix de Poitiers.

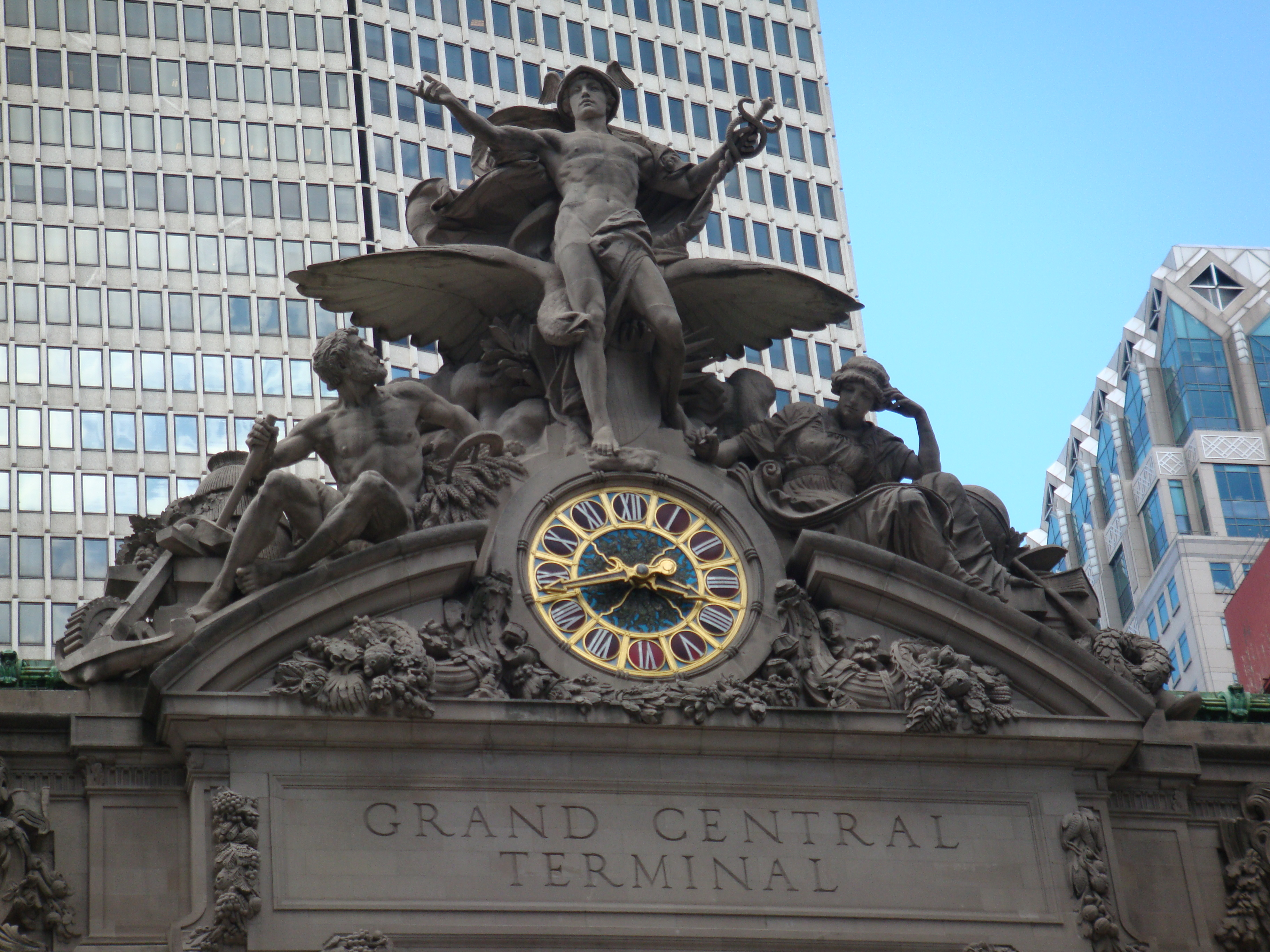
Grupo escultórico, Grand Central Terminal

- La France de la Renaissance (1897-1900)[9] y parte de la decoración del puente Alejandro III de París.
- Cariátides para la Opéra-Comique, París, 1899
- Pórtico monumental del pabellón donde se expusieron los productos de la Manufactura de Sévres durante la Exposición Universal de 1900,[10] junto al arquitecto Charles Risler. Decorado con motivos variados característicos del art nouveau, con un medallón central que representa una mujer joven. Actualmente en el barrio Latino en el parque de Félix Desruelles, París.
- Los relieves de La ciencia y El trabajo (1905) en el arco del puente de Bir-Hakeim en París (antiguamente viaducto de Passy).
- Transportation (1911 y 1914), sobre la puerta principal de la estación Grand Central Terminal de la ciudad de Nueva York.
- Ángel guardián del parque Montsouris, figura en bronce sobre una columna
- La caligrafía, figura alegórica de mármol en la Biblioteca Nacional de Francia (II Distrito de París; el arco que da al patio está decorado con cuatro estatuas alegóricas: La impresión de Jules Jacques Labatut y La moneda de Just Becquet adornan el lado izquierdo, mientras que El grabado de Jean-Baptiste Hugues y Caligrafía de Coutan ocupan el derecho).[11]

## En Buenos Aires
- Monumento a Carlos Pellegrini inaugurado en 1914 en la plaza homónima (en el cruce de la avenida Alvear y la calle Arroyo); mármol de Carrara y bronce
- Figuras de ángeles para la tumba de José Camilo Paz, cementerio de La Recoleta
- Figuras para la tumba de Luis María Campos, cementerio de la Recoleta
- Tumba de Nicolás Avellaneda, cementerio de la Recoleta[12]

## En Santiago de Chile
- Monumento a Benjamín Vicuña Mackenna en la plaza del mismo nombre

## Galería

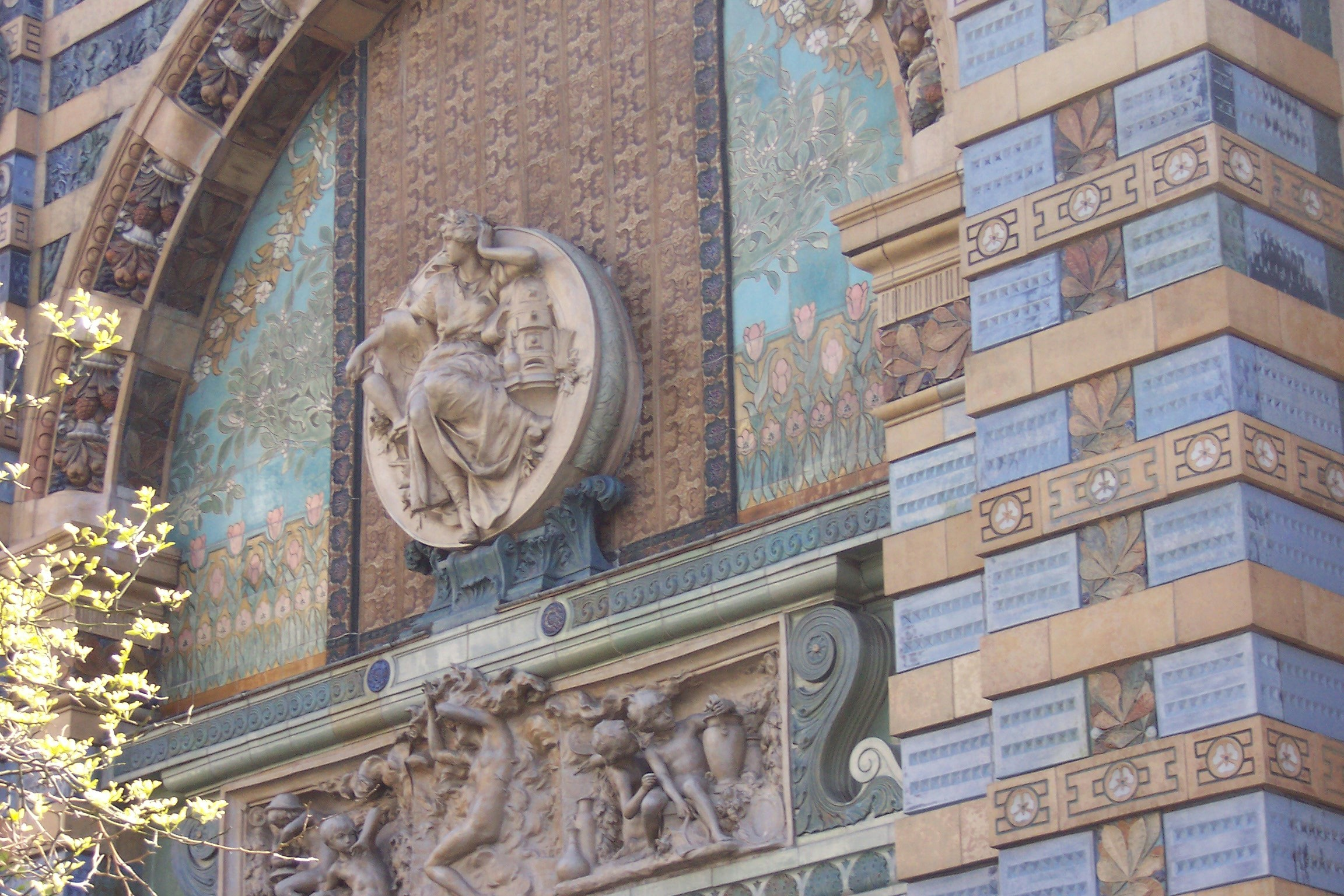
Pórtico de la Exposición Universal de París 1900
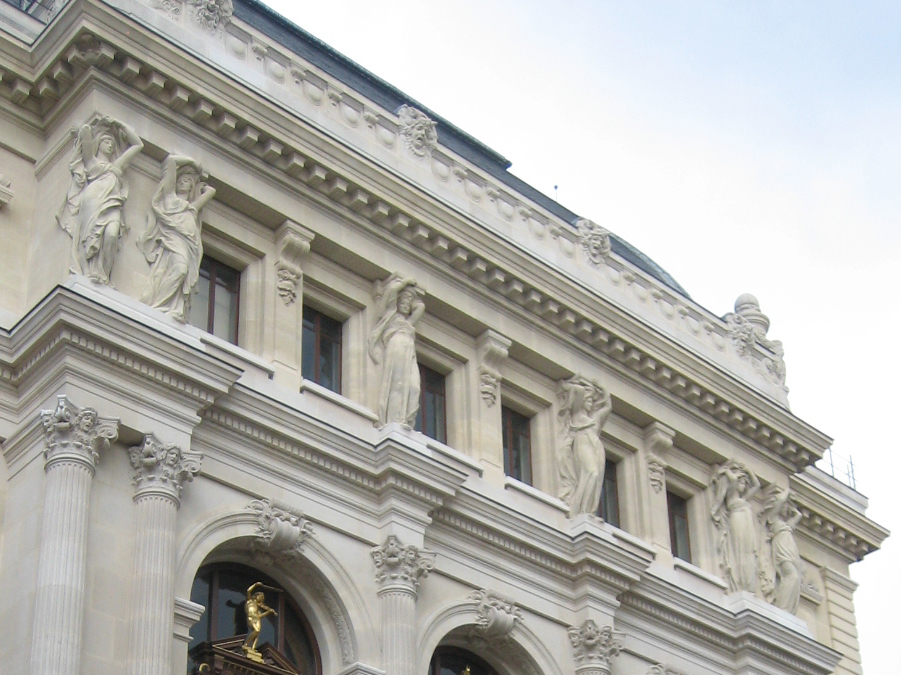
Cariátides en la Opéra-Comique
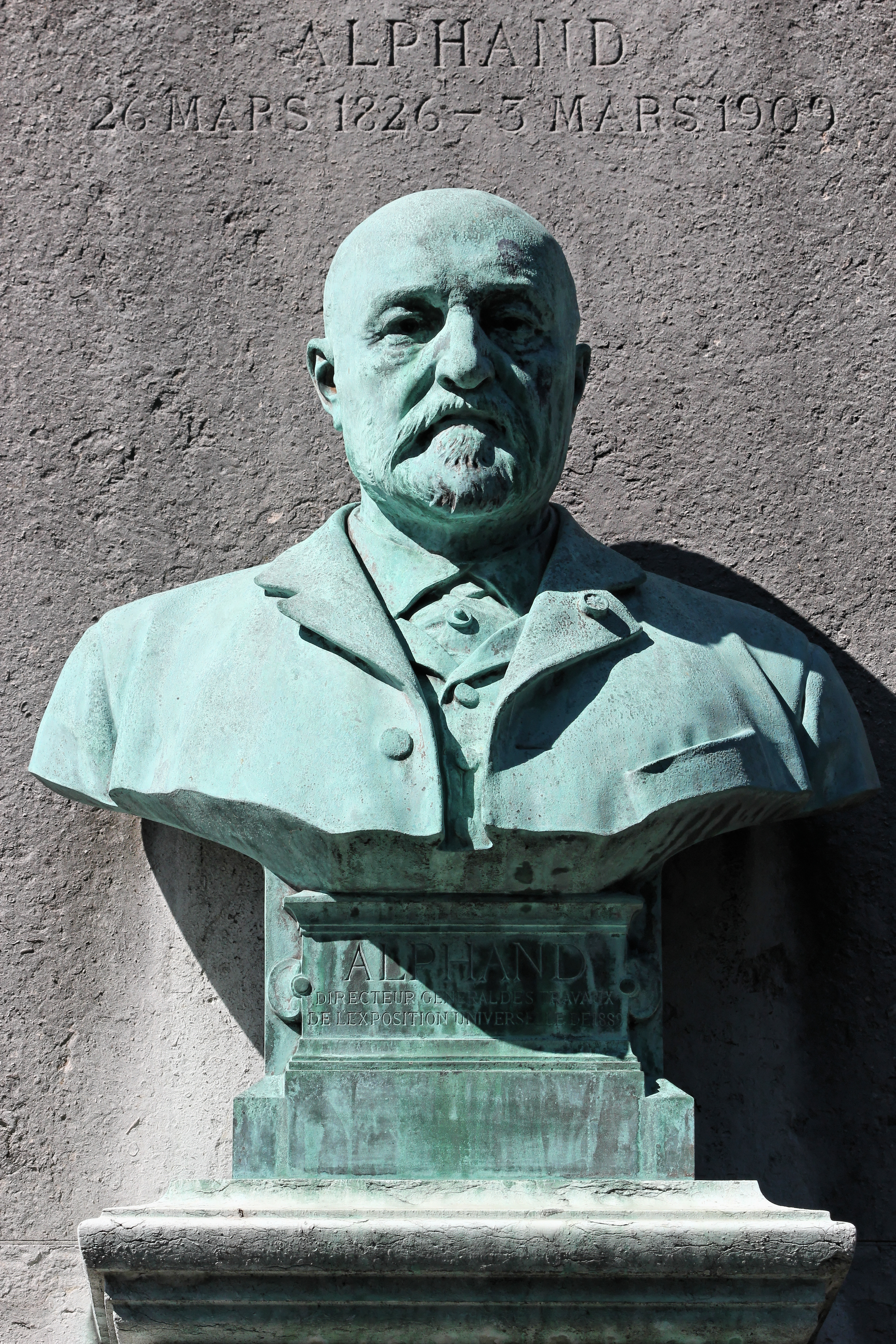
Busto de Jean-Charles Alphand, Père-Lachaise
La France de la Renaissance, puente Alejandro III
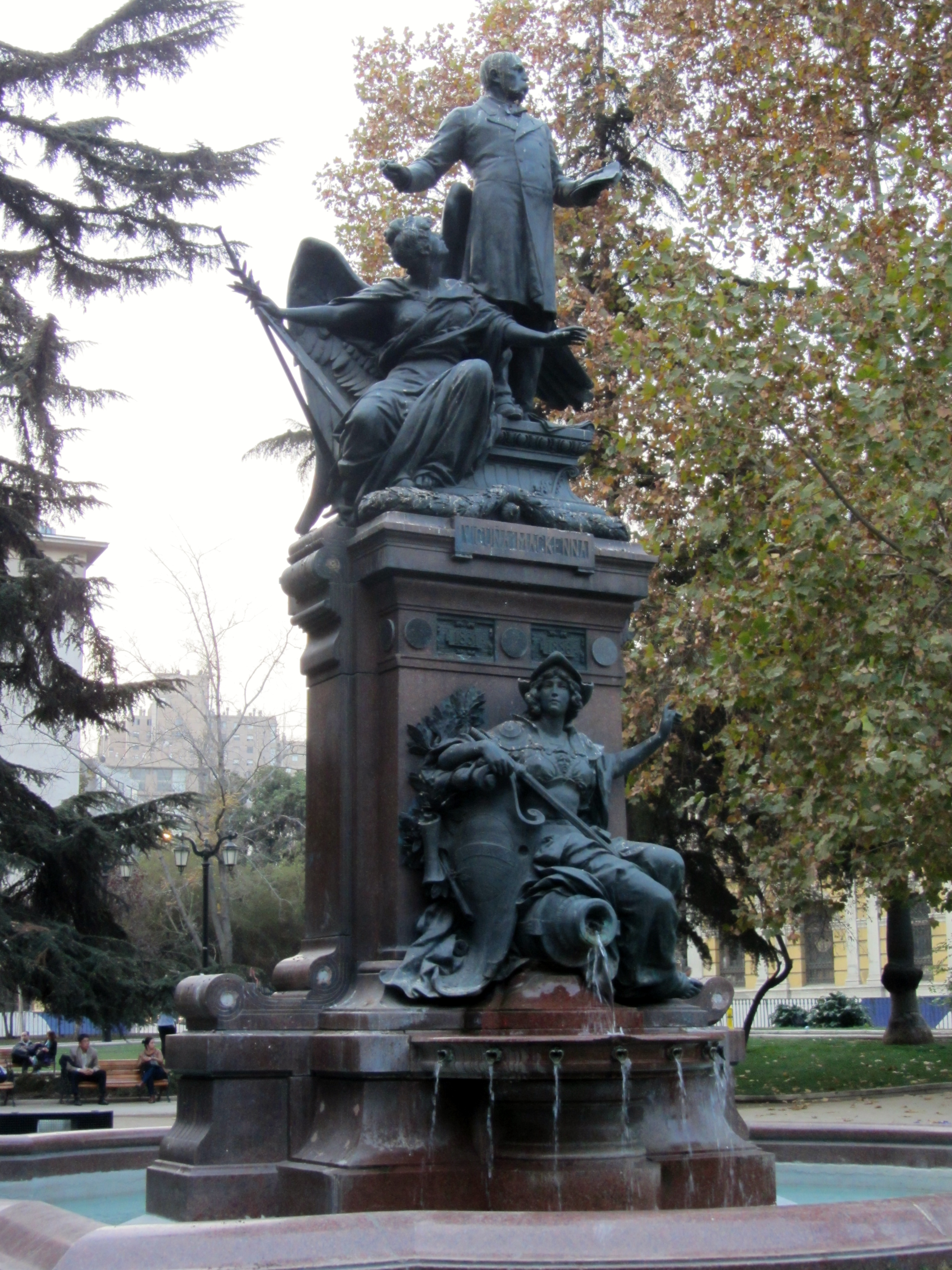
Monumento a Benjamín Vicuña Mackenna